# Capital City Go-Go
O Capital City Go-Go é um time norte-americano de basquete da G-League que é afiliada do Washington Wizards da National Basketball Association (NBA). Com sede em Washington, D.C., a equipe joga seus jogos em casa no St. Elizabeths East Entertainment and Sports Arena. A equipe se tornou a vigésima terceira equipe da G-League a ser de propriedade de uma equipe da NBA.

## História
Em dezembro de 2017, o Washington Wizards revelou o nome do Capital City Go-Go e lançou seu logotipo. O nome da equipe alude ao gênero musical go-go que durou dos meados da década de 1960 até o final da década de 1970 em Washington, D.C.
Em 7 de agosto de 2018, o Washington Wizards nomeou Pops Mensah-Bonsu como gerente geral e Jarell Christian como treinador principal. Depois de uma temporada, Christian se juntou aos Wizards como assistente técnico e foi substituído por Ryan Richman. Após a temporada de 2019-20, reduzida pela pandemia, Pops Mensah-Bonsu deixou a equipe. O Go-Go foi uma das várias equipes a optar por não participar da abreviada temporada de 2020-21 em Orlando e os Wizards chegaram a um acordo para emprestar jogadores ao Erie BayHawks. Os Wizards então designaram Amber Nichols como gerente geral para trabalhar ao lado de seus jogadores no BayHawks, tornando-se a segunda mulher a ocupar essa posição na G-League depois de Tori Miller, do College Park Skyhawks.

## Temporadas
| Temporadas                   | Divisão                      | Conferência                  | Temporada regular | Temporada regular | Temporada regular | Temporada regular | Resultados da pós-temporadas                      |
| Temporadas                   | Divisão                      | Conferência                  | Classificação     | V                 | D                 | %                 | Resultados da pós-temporadas                      |
| ---------------------------- | ---------------------------- | ---------------------------- | ----------------- | ----------------- | ----------------- | ----------------- | ------------------------------------------------- |
| 2018–19                      | Sudeste                      | Oeste                        | 2nd               | 25                | 25                | .500              |                                                   |
| 2019–20                      | Sudeste                      | Oeste                        | 2nd               | 22                | 21                | .512              | Pós-temporada cancelada pela pandemia de COVID-19 |
| 2020–21                      | Não participou               | Não participou               | Não participou    | Não participou    | Não participou    | Não participou    | Não participou                                    |
| 2021–22                      | –                            | Oeste                        | 4th               | 21                | 10                | .677              | Perdeu nas semifinais da Conferência              |
| Recorde na temporada regular | Recorde na temporada regular | Recorde na temporada regular | 68                | 56                | .548              |                   |                                                   |
| Recorde nos playoffs         | Recorde nos playoffs         | Recorde nos playoffs         | 1                 | 1                 | .500              |                   |                                                   |

## Treinadores
| # | Treinadores      | Temporadas   | Temporada regular | Temporada regular | Temporada regular | Temporada regular | Playoffs | Playoffs | Playoffs | Playoffs | Conquistas |
| # | Treinadores      | Temporadas   | J                 | V                 | D                 | %                 | J        | V        | D        | %        | Conquistas |
| - | ---------------- | ------------ | ----------------- | ----------------- | ----------------- | ----------------- | -------- | -------- | -------- | -------- | ---------- |
| 1 | Jarell Christian | 2018–2019    | 50                | 25                | 25                | .500              | —        | —        | —        | —        |            |
| 2 | Ryan Richman     | 2019–2020    | 43                | 22                | 21                | .512              | —        | —        | —        | —        |            |
| 3 | Mike Williams    | 2021–present | 31                | 21                | 10                | .677              | 2        | 1        | 1        | .500     |            |

## Afiliados da NBA
- Washington Wizards (2018–presente)